# ميخائيل بي. كولمان
ميخائيل بي. كولمان (بالإنجليزية: Michael B. Coleman)‏ هو سياسي أمريكي، ولد في 18 نوفمبر 1954 في إنديانابوليس في الولايات المتحدة. حزبياً، نشط في الحزب الديمقراطي.